# Fistful of Fire
Fistful of Fire – album studyjny zespołu Bonfire, wydany 3 kwietnia 2020 roku nakładem wytwórni AFM Records na CD i LP.
Był to pierwszy album grupy, na którym zagrał perkusista André Hilgers. Nagrań dokonano we Flatliners Recording Studios w Ingolstadt. W ramach promocji albumu zrealizowano teledyski do utworów „The Devil Made Me Do It” oraz „Rock'n'Roll Survivors”. Album zajął 35. miejsce na niemieckiej oraz 36. na szwajcarskiej liście przebojów.

## Lista utworów
1. „The Joker” (1:29)
2. „Gotta Get Away” (5:30)
3. „The Devil Made Me Do It” (3:36)
4. „Ride the Blade” (4:23)
5. „When an Old Man Cries” (5:25)
6. „Rock'n'Roll Survivors” (3:53)
7. „Fire and Ice” (4:01)
8. „Warrior” (3:35)
9. „Fire Etude” (1:22)
10. „Breaking Out” (4:27)
11. „Fistful of Fire” (4:02)
12. „The Surge” (1:10)
13. „Gloryland” (4:49)
14. „When an Old Man Cries (acoustic version)” (5:28)

## Wykonawcy
- Alexx Stahl – wokal
- Hans Ziller – gitara, wokal wspierający
- Frank Pané – gitara, wokal wspierający
- Ronnie Parkes – gitara basowa, wokal wspierający
- André Hilgers – perkusja